# IC 4
IC 4 (również PGC 897 lub UGC 123) – galaktyka spiralna z poprzeczką (SABc?), znajdująca się w gwiazdozbiorze Pegaza w odległości około 235 milionów lat świetlnych od Ziemi. Odkrył ją Carl Frederick Pechüle 12 września 1893 roku.